# العلاقات البلجيكية الكينية
العلاقات البلجيكية الكينية هي العلاقات الثنائية التي تجمع بين بلجيكا وكينيا.

## مقارنة بين البلدين
هذه مقارنة عامة ومرجعية للدولتين:
| وجه المقارنة                                              | بلجيكا                                                                              | كينيا                         |
| --------------------------------------------------------- | ----------------------------------------------------------------------------------- | ----------------------------- |
| المساحة (كم2)                                             | 30.53 ألف                                                                           | 581.31 ألف                    |
| عدد السكان (نسمة)                                         | 11.37 مليون                                                                         | 48.47 مليون                   |
| الكثافة السكانية (ن./كم²)                                 | 372.42                                                                              | 83.38                         |
| العاصمة                                                   | بروكسل                                                                              | نيروبي                        |
| اللغة الرسمية                                             | اللغة الهولندية، لغة فرنسية، اللغة الألمانية                                        | اللغة السواحلية، لغة إنجليزية |
| العملة                                                    | يورو، فرنك بلجيكي                                                                   | شيلينغ كيني                   |
| الناتج المحلي الإجمالي (بليون دولار)                      | 492.68 مليار                                                                        | 74.94 مليار                   |
| الناتج المحلي الإجمالي (تعادل القوة الشرائية) بليون دولار | 514.74 مليار                                                                        | 142.24 مليار                  |
| الناتج المحلي الإجمالي الاسمي للفرد دولار أمريكي          | 40.32 ألف                                                                           | 1.38 ألف                      |
| الناتج المحلي الإجمالي للفرد دولار أمريكي                 | 43.44 ألف                                                                           | 2.95 ألف                      |
| مؤشر التنمية البشرية                                      | 0.890                                                                               | 0.548                         |
| رمز المكالمات الدولي                                      | +32                                                                                 | +254                          |
| رمز الإنترنت                                              | .be                                                                                 | .ke                           |
| المنطقة الزمنية                                           | توقيت وسط أوروبا، ت ع م+01:00، ت ع م+02:00، توقيت وسط أوروبا الصيفي، أوروبا/بروكسل ‏ | ت ع م+03:00                   |

## منظمات دولية مشتركة
يشترك البلدان في عضوية مجموعة من المنظمات الدولية، منها:
| علم المنظمة | اسم المنظمة                               | تاريخ انضمام بلجيكا | تاريخ انضمام كينيا |
| ----------- | ----------------------------------------- | ------------------- | ------------------ |
|             | الاتحاد البريدي العالمي                   | ?                   | ?                  |
|             | مؤسسة التنمية الدولية                     | 2 يوليو 1964        | 3 فبراير 1964      |
|             | منظمة حظر الأسلحة الكيميائية              | ?                   | ?                  |
|             | منظمة التجارة العالمية                    | ?                   | 1995               |
|             | الأمم المتحدة                             | 27 ديسمبر 1945      | 16 ديسمبر 1963     |
|             | وكالة ضمان الاستثمار متعدد الأطراف        | 18 سبتمبر 1992      | 28 نوفمبر 1988     |
|             | منظمة الشرطة الجنائية الدولية             | ?                   | ?                  |
|             | مؤسسة التمويل الدولية                     | 27 ديسمبر 1956      | 3 فبراير 1964      |
|             | الاتحاد الدولي للاتصالات                  | 1866                | 11 أبريل 1964      |
|             | البنك الدولي للإنشاء والتعمير             | 27 ديسمبر 1945      | 3 فبراير 1964      |
|             | البنك الإفريقي للتنمية                    | ?                   | ?                  |
|             | الفريق المعني برصد الأرض                  | ?                   | ?                  |
|             | المركز الدولي لتسوية المنازعات الاستشارية | 26 سبتمبر 1970      | 2 فبراير 1967      |
|             | يونسكو                                    | 29 نوفمبر 1946      | 7 أبريل 1964       |

## أعلام
هذه قائمة لبعض الشخصيات التي تربطها علاقات بالبلدين:
- ديفوك أوريغي (لاعب كرة قدم بلجيكي، 18 أبريل 1995[22] – )
- مايك أوكوث أوريغي (لاعب كرة قدم كيني، 16 نوفمبر 1967[23] – )

## وصلات خارجية
- موقع وزارة الخارجية البلجيكية
- موقع وزارة الخارجية الكينية